# Edmund Pettus
Edmund Pettus (Limestone megye, 1821. július 6. – Hot Springs, 1907. július 27.) az Amerikai Egyesült Államok szenátora (Alabama, 1897–1907).